# John Dennis (1807–1859)
John Dennis (ur. 1807, zm. 1 listopada 1859) – amerykański prawnik i polityk związany z Partią Wigów. W latach 1837–1841 przez dwie kadencje Kongresu Stanów Zjednoczonych był przedstawicielem pierwszego okręgu wyborczego w stanie Maryland w Izbie Reprezentantów Stanów Zjednoczonych.
Jego ojciec, także John Dennis, oraz kuzyn, Littleton Purnell Dennis, również reprezentowali stan Maryland w Izbie Reprezentantów Stanów Zjednoczonych.